# خیدر
خیدر روستایی از توابع بخش مرکزیِ شهرستان سقز است که در استان کردستان ایران قرار دارد.

## جمعیت
این روستا در دهستان تموغه واقع شده و براساس سرشماری سال ۱۳۸۵، جمعیت آن ۲۵۲ نفر (۵۲ خانوار) بوده‌است.

## جاهای دیدنی خیدر
- مسجد روستا که دارای معماری به‌شیوهٔ معماری قدیمیِ مساجد روستاهای کردستان بوده و دارای ایوان و چهار ستون داخلی به‌نشانه چهار خلیفهٔ اسلام است.
- قبرستان بزرگ خیدر که محل دفن عده‌ای از مشاهیر سقز و اطراف سقز است.
- شه‌خسه چکول: آرامگاه یکی از اصحاب پیامبر اسلام که در گوشهٔ غربیِ روستا واقع است.